# Marsilkovité
Marsilkovité (Marsileaceae) je čeleď kapradin z řádu nepukalkotvaré. Jsou to drobné vlhkomilné až vodní byliny. Listy jsou tvořeny řapíkem zakončeným 2 až 4 lístky, případně pouze řapíkem. Samčí a samičí spory jsou u těchto kapradin silně odlišné a prokel neopouští vyklíčenou sporu. Čeleď zahrnuje asi 60 druhů ve 3 rodech a je rozšířena téměř po celém světě. Její zástupci rostou charakteristicky na zaplavovaných místech. V Evropě jsou zastoupeny rody míčovka a marsilka, v České republice se velmi vzácně vyskytuje míčovka kulkonosná.

## Popis
Zástupci marsilkovitých jsou drobné, vlhkomilné nebo vodní byliny. Oddenek je tenký, plazivý, často větvený, lysý nebo pokrytý krátkými chlupy, rostoucí na povrchu nebo pod povrchem substrátu. Listy jsou čárkovité (tvořené pouze řapíkem) nebo s řapíkem zakončeným čepelí členěnou na 2 až 4 lístky. Lístky mohou být vynořené nebo plovoucí na hladině. Průduchy jsou přítomny na obou stranách čepele. Tyto rostliny náležejí mezi tzv. heterosporangiátní kapradiny, jejichž samčí a samičí spory se výrazně liší velikostí. Sporangia se vytvářejí ve sporokarpech ledvinovitého až kulovitého tvaru, které jsou krátkou stopkou připojeny ve spodní části nebo na bázi řapíku, a jsou nahloučeny do výtrusných kupek (sorů). V každém sporokarpu je 2 až 30 sorů obsahujících mikrosporangia i megasporangia. Sporangia jsou tenkostěnná (tzv. leptosporangiátní) a chybí jim prstenec. Megasporangium obsahuje jedinou velkou megasporu, mikrosporangium obsahuje větší počet (16 až 64) drobných mikrospor. Spory jsou triletní.

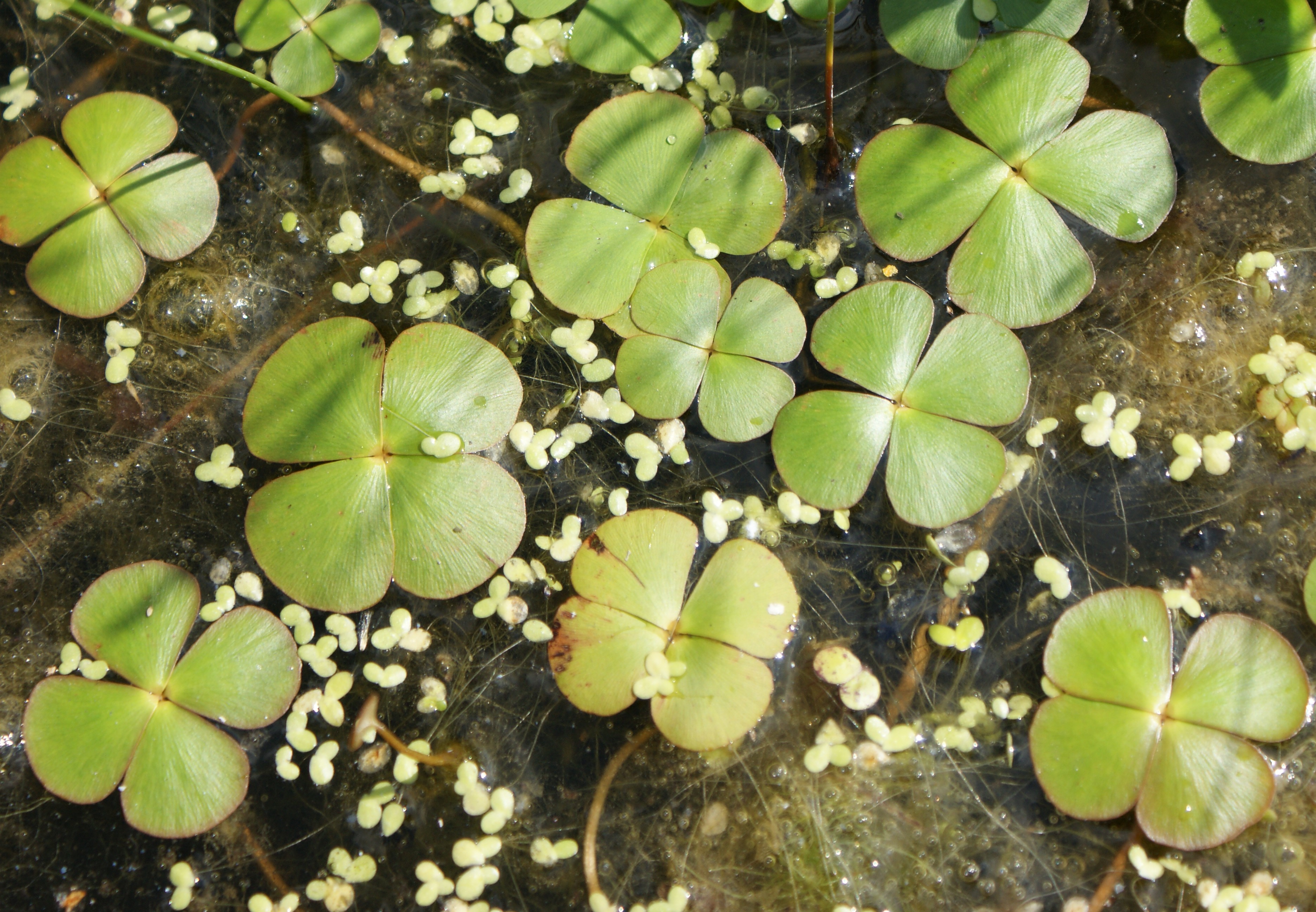
Marsilka čtyřlistá (Marsilea quadrifolia)
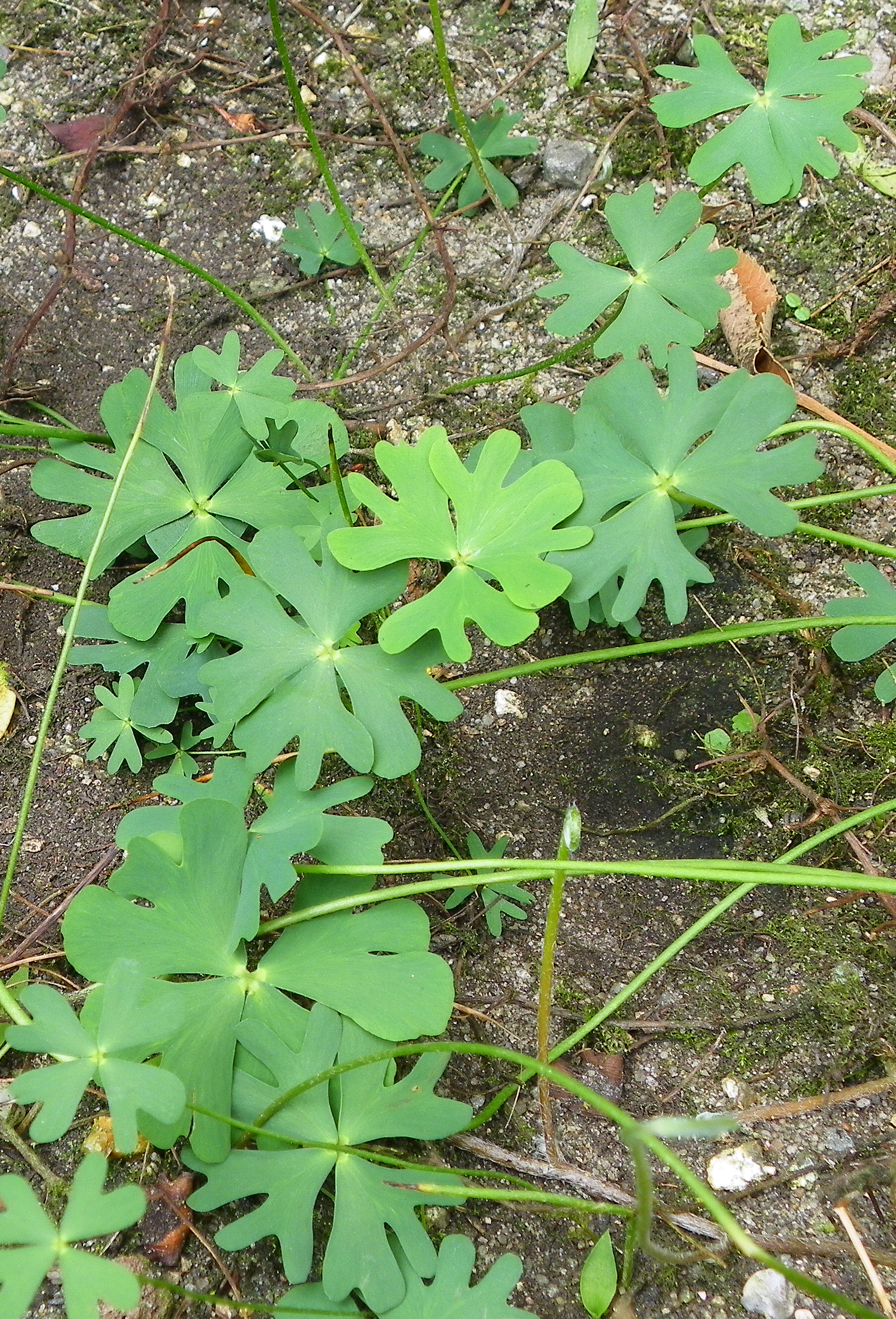
Jihoafrický druh Marsilea schelpeana se zajímavě tvarovanými listy
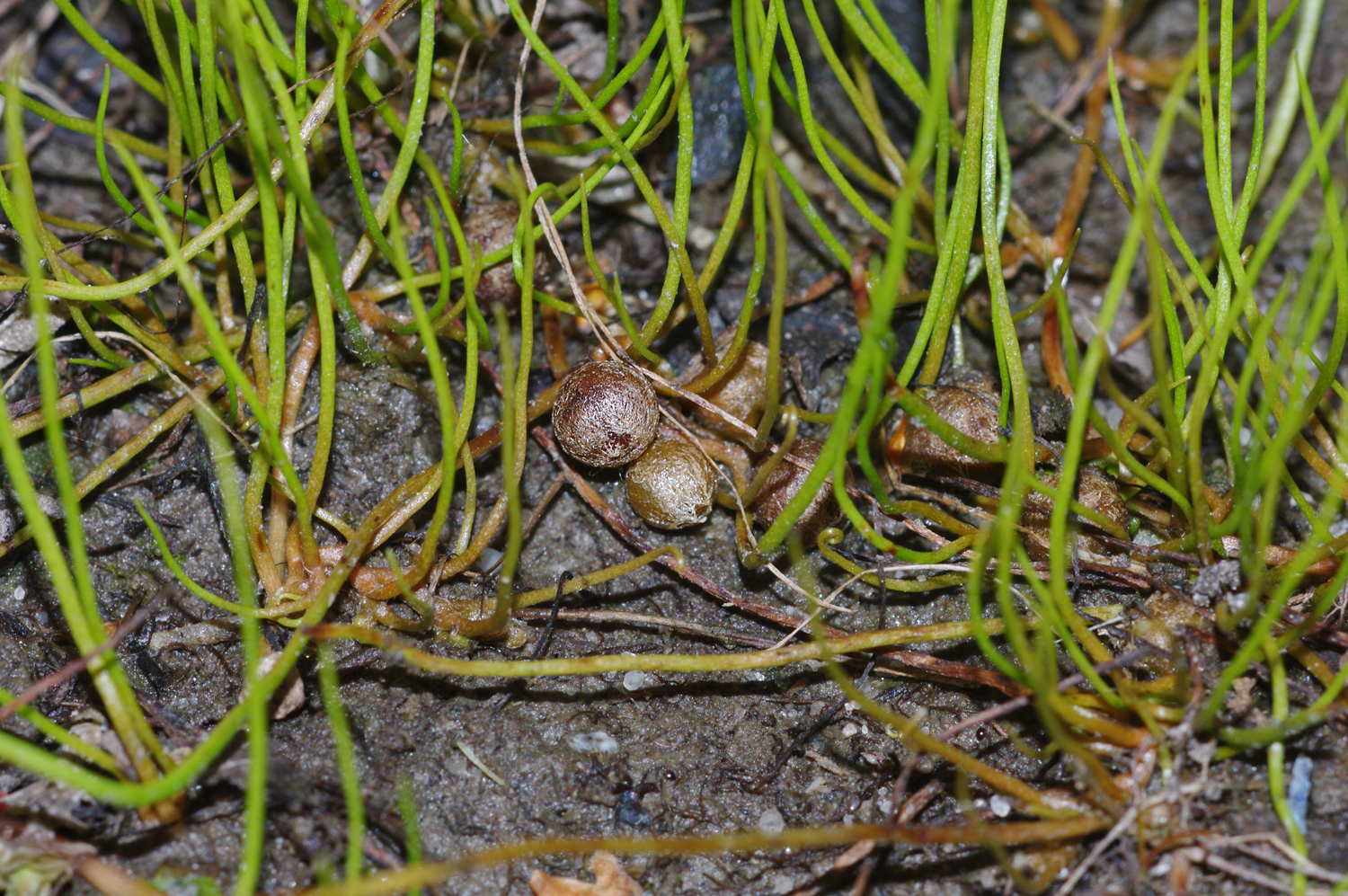
Míčovka kulkonosná se sporokarpy
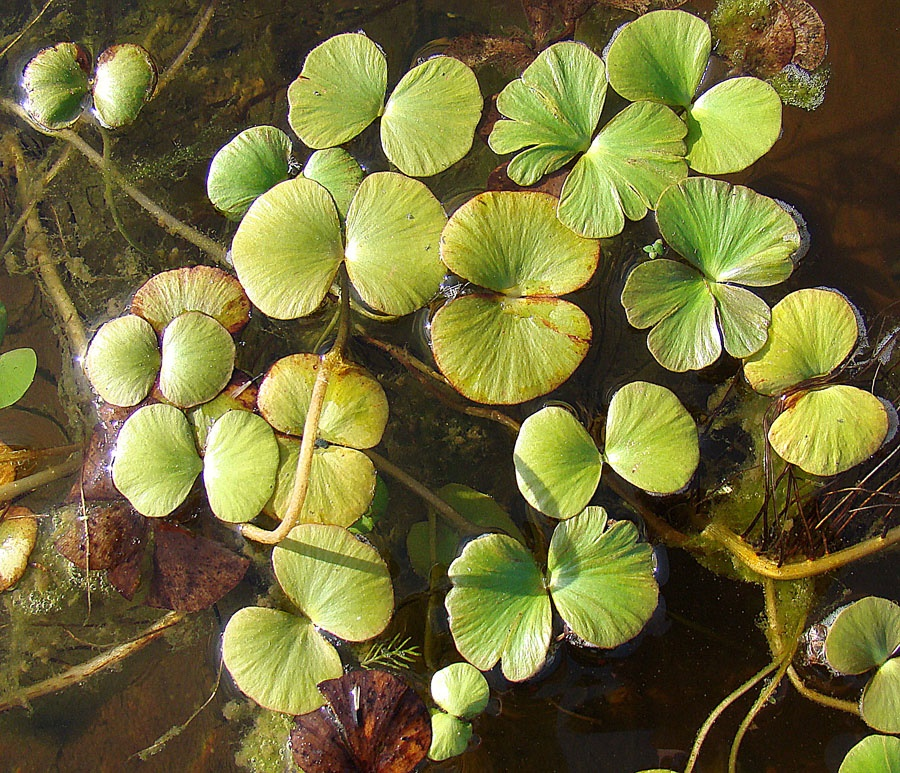
Regnellidium diphyllum

## Rodozměna
Gametofyt je u marsilkovitých podobně jako u jiných heterosporangiátních kapradin silně redukovaný a při svém vývoji neopouští sporu. Sporokarp si podržuje klíčivost po velmi dlouhou dobu (i více než 100 let) a je schopen v příznivých podmínkách velmi rychle vyklíčit. Gelovitý obsah vlivem vlhkosti bobtná, sporokarp praská a sporangia se proderou ven. U marsilky jsou sory obsahující sporangia navázány na gelovitý prstenec, který vyhřezne ven a mnohonásobně zvětší svůj objem. V megaspoře se formuje samičí gametofyt, který vytváří 1 archegonium vyčnívající ven. Samčí gametofyt (mikroprothalium) je tvořen jen několika buňkami, zůstává uzavřen v mikrospoře a asi jeden den po jejím vyklíčení ji opouštějí pohyblivé spermatozoidy. Ty následně oplodňují archegonium.

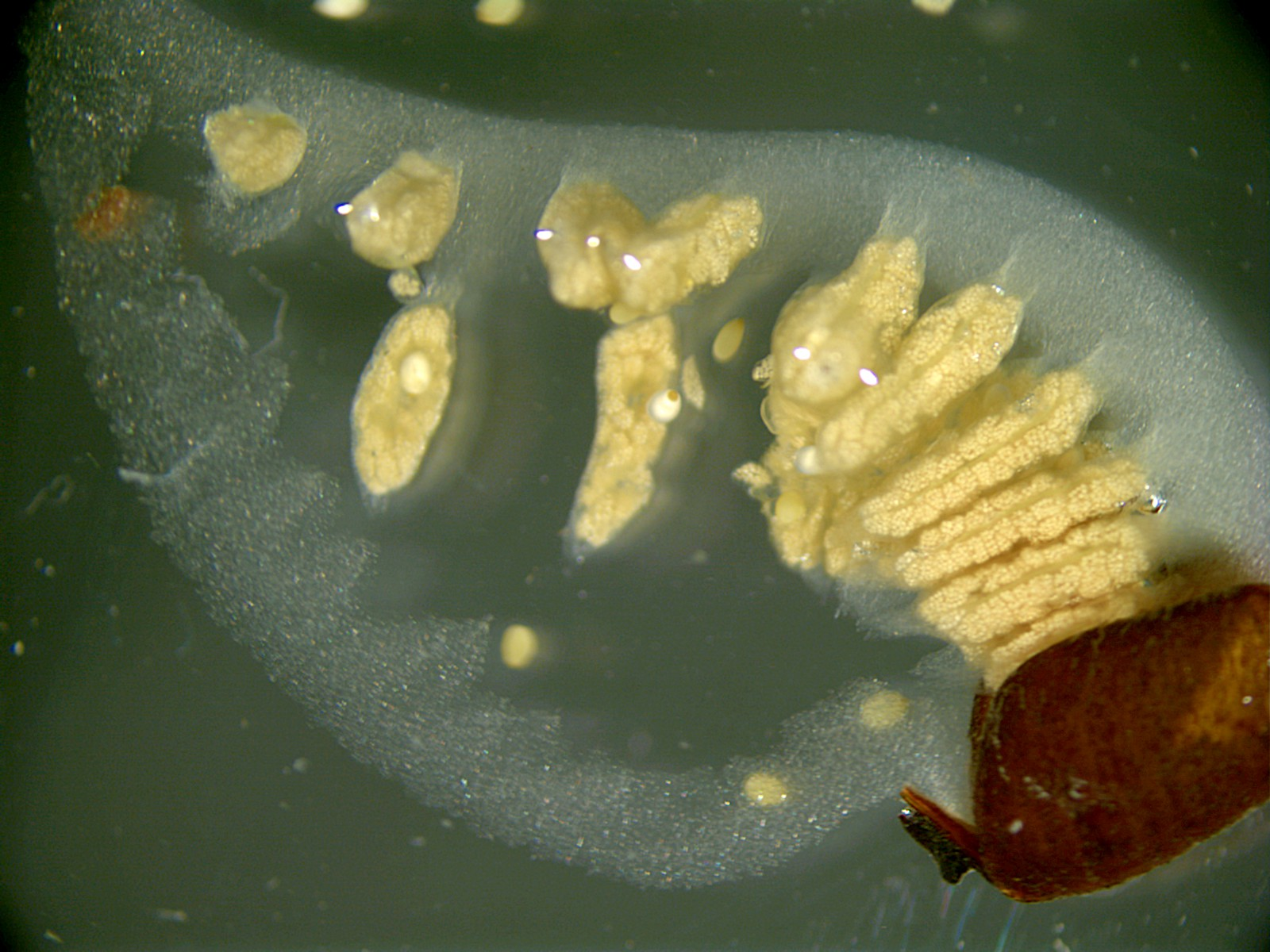
Puklý sporokarp marsilky s vyhřezlým obsahem
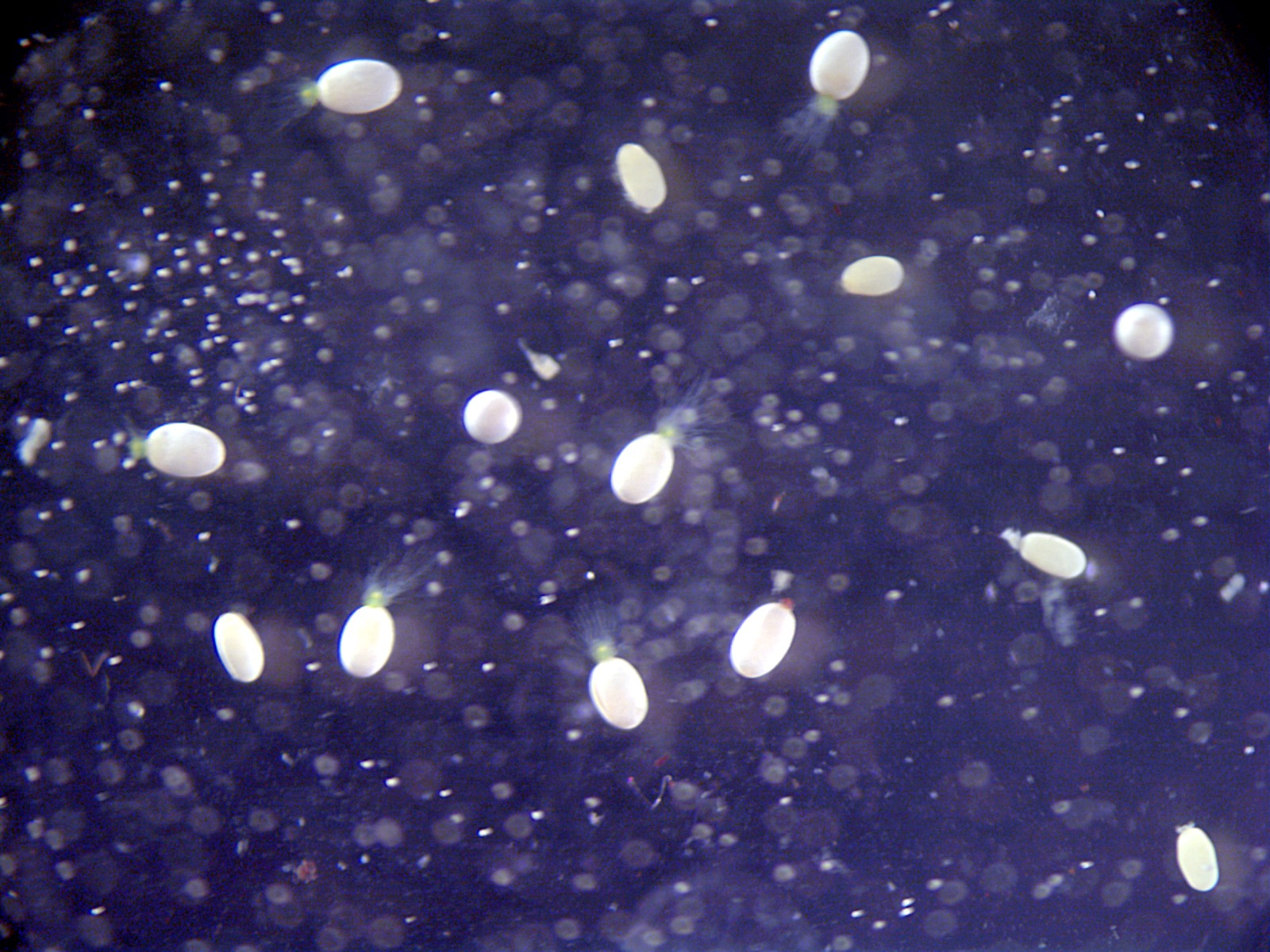
Klíčící megaspory a mikrospory
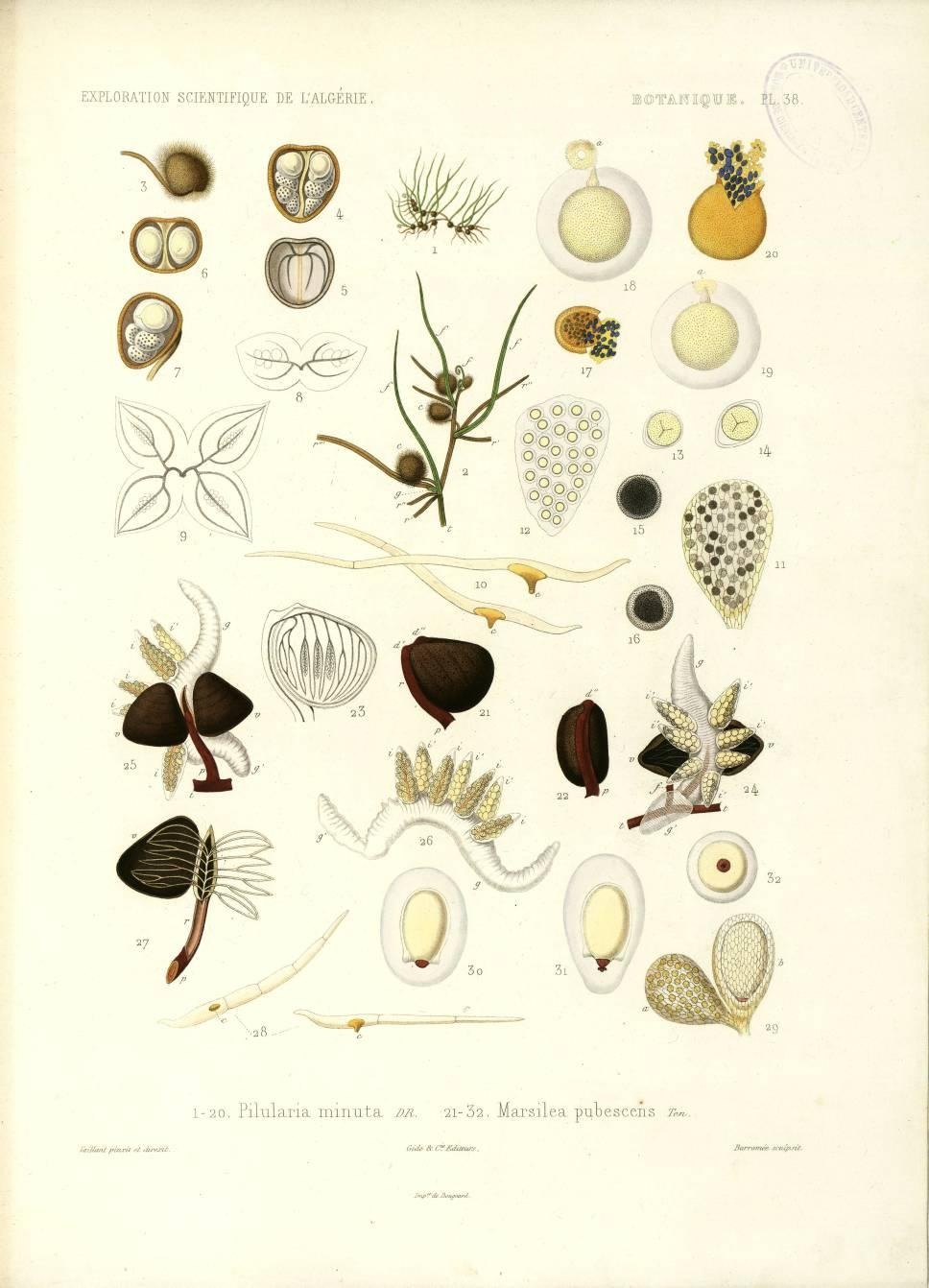
Detaily rozmnožovacích orgánů míčovky a marsilky

## Rozšíření
Čeleď marsilkovité zahrnuje 3 rody a asi 60 druhů. Je rozšířena téměř po celém světě, největší druhové diverzity dosahuje v Africe a Austrálii. Největší rod je marsilka (Marsilea, asi 53 druhů). Rod míčovka zahrnuje 6 druhů a je rozšířen na všech kontinentech mimo Asie (s výjimkou Turecka). Rod Regnellidium je monotypický a vyskytuje se v Jižní Americe.
Zástupci čeledi rostou charakteristicky na periodicky zaplavovaných místech. Některé zejména australské druhy snášejí i delší suché období. Sporokarpy se tvoří pouze pokud nejsou listy ponořeny. V České republice velmi vzácně roste míčovka kulkonosná. Marsilka čtyřlistá roste nejblíže na Slovensku. Mimo těchto dvou druhů se rámci Evropy vyskytuje ještě ve Středomoří (zejména v oblasti Pyrenejského poloostrova) několik druhů marsilek a v jihovýchodním Středomoří míčovka nejmenší (Pilularia minuta).

## Prehistorie
Nejstarší známé fosílie marsilek (megaspory a vegetativní části) pocházejí z období křídy. Druh †Regnellites nagashimae pochází již z období jury.

## Taxonomie
V minulosti byla čeleď Marsileaceae řazena spolu s ostatními vlhkomilnými heterosporangiátními kapradinami (Salviniaceae, Azollaceae) do jednoho řádu, nazývaného Hydropteridales. Později byly řazeny do dvou samostatných řádů, Marsileales a Salviniales. V současné taxonomii jsou všechny 3 čeledi řazeny do řádu Salviniales. Sesterskou čeledí marsilkovitých jsou Salviniaceae (nepukalkovité).

## Zástupci
- marsilka (Marsilea)
- míčovka (Pilularia)[9]

## Význam
Některé druhy marsilek jsou pěstovány jako akvarijní rostliny.

## Přehled rodů
Marsilea, Pilularia, Regnellidium